# V (serial telewizyjny)
V – amerykański serial science-fiction, którego światowa premiera odbyła się 3 listopada 2009 roku na antenie telewizji ABC. Od 1 marca 2011 do 26 lipca 2011 roku serial był emitowany na antenie telewizji TVN pod tytułem Goście.

## Fabuła
Dziś świat przebudził się, by odkryć statki kosmiczne nad każdym z większych miast. Przybysze twierdzą, iż przybywają w pokoju, przynosząc medyczne cuda i technologiczne przełomy. Obiecują nie krzywdzić ludzkości, lecz kłamią. Większość ludzi uważa, że kosmici przybyli właśnie kiedy najbardziej ich potrzebują, w zamian przyjmując ich hojną pomoc. Lecz podczas namierzania telefonu terrorystów agent Ochrony Narodowej Erica Evans natrafia na coś znacznie bardziej złowieszczego. Odkrywa, że kosmici chcą przeniknąć do struktur rządowych i firm, z zamiarem przejęcia kontroli nad rodzajem ludzkim. Przekonanie kogokolwiek o tej prawdzie będzie niemożliwe, ponieważ Goście stają się zbyt potężni. Najpierw dają ludziom wiarę dzięki swej kojącej obecności i podarunkom, potem jednoczą młodzież. Tysiące nastolatków, nie wyłączając syna Eriki, Tylera, zostaje zwerbowanych jako Ambasadorzy Pokoju, w rzeczywistości służąc jednak za niczego nieświadomych szpiegów. Kiedy Erica zostaje wciągnięta do ruchu oporu zwanego Piątą Kolumną (ang. Fifth Column), musi sprostać swoim czynnościom operacyjnym w pracy oraz roli matki, walcząc z wrogiem po to, by ochronić syna, który mimo wszystko brata się z wrogiem.

## Obsada

### Główni bohaterowie
- Elizabeth Mitchell jako Erica Evans – agentka FBI z wydziału antyterrorystycznego, która poznaje prawdziwą naturę i ukryte motywy Przybyszów. Zostaje członkiem Piątej Kolumny, aby chronić swojego syna Tylera.
- Morris Chestnut jako Ryan Nichols – Przybysz udający człowieka oraz dywersant próbujący podważyć podstępne plany złych przedstawicieli swojego gatunku.
- Morena Baccarin jako Anna – przywódczyni i królowa Przybyszów. Dzięki swojej mocy manipuluje innymi Przybyszami. Bezwzględna i gotowa na wszystko w osiągnięciu celu. Jest matką Lisy.
- Joel Gretsch jako ks. Jack Landry – katolicki ksiądz i dawny kapelan wojskowy Armii USA, czujący niepokój przed Przybyszami. Po odkryciu prawdy na ich temat, wraz z Ericą wstępuje do Piątej Kolumny. Po ranie zadanej nożem przez jednego z Przybyszów, zostaje wyleczony w Centrum Medycznym na statku Anny. Przybysze wstrzykują mu tam R6 – lek nazywany przez nich witaminami, będący jednak środkiem tropiącym leczonych tam ludzi.
- Lourdes Benedicto jako Valerie Stevens (1 sezon) – narzeczona Ryana, która nie wiedziała początkowo o jego obcej naturze. Jako pierwsza Ziemianka zachodzi w ciążę z Przybyszem. Po urodzeniu mieszańca, zostaje zamordowana przez Annę.
- Logan Huffman jako Tyler Evans – nastoletni syn Eriki, który zostaje Ambasadorem Pokoju oraz obiektem zainteresowań córki Anny – Lisy. Anna chciała go wykorzystać do swoich celów. Kiedy z sobowtórem Lisy spłodził nowe życie, ta go zabiła.
- Laura Vandervoort jako Lisa – piękna Przybyszka i obiekt uczuć Tylera. Jest córką dowódczyni Przybyszów, Anny. Jej narastające ludzkie uczucia do Tylera, stawiają ją w rozterce z planami matki. Wsparcie Eriki, Joshuy oraz jej babci, Diany powoduje, że dołącza do Piątej Kolumny. Jednak żądza jej matki sprawiła, iż Lisa ostatecznie została uwięziona w więzieniu gdzie wcześniej przebywała jej już zabita babcia.
- Scott Wolf jako Chad Decker – prezenter wiadomości, który jako pierwszy dostarcza Ziemianom najświeższych informacji na temat jawnych działań Przybyszów. Dołącza do Piątej Kolumny po odkryciu prawdy związanej ze złowrogimi planami Anny i innych gości. Gdy Anna się o tym dowiedziała, zaprosiła go na swój statek, gdzie najprawdopodobniej zamordowała.
- Charles Mesure jako Kyle Hobbes (gościnnie 1 sezon, główna obsada – 2 sezon) – były brytyjski żołnierz SAS, a obecnie najemnik, widniejący na listach poszukiwanych wielu organizacji egzekwowania prawa. Zostaje zwerbowany przez Piątą Kolumnę. Okazuje się, że Przybysze przetrzymują kogoś dla niego bliskiego oraz szantażują go.

### Postacie drugoplanowe
W 1 i 2 sezonie
- Christopher Shyer jako Marcus – prawa ręka Anny, jej osobisty doradca ds. operacyjnych. Zostaje postrzelony podczas przemówienia na temat Konkordii. Strzał ten był przeznaczony dla przywódczyni Przybyszów.
- Mark Hildreth jako Joshua – główny lekarz na statku Przybyszów – „Matce” w Nowym Jorku. W 1 serii wydaje się być lojalny wobec Anny, ale w rzeczywistości jest członkiem Piątej Kolumny. Po zdemaskowaniu jego zdrady przez Przybyszów zostaje zabity. W 2 sezonie zostaje ożywiony, lecz całkowicie pozbawiony pamięci dotyczącej działalności w Piątej Kolumnie. Z powrotem jest wierny Annie, lecz na końcu 2 sezonu przypomina sobie fakty na temat uczestnictwa w organizacji anty-przybyszowskiej.
- Roark Critchlow jako Paul Kendrick – bezpośredni przełożony Eriki oraz dowódca wydziału antyterroryzmu w FBI. Od dawna podejrzewał, że jego podwładna może być członkiem Piątej Kolumny. Okazuje się, że sam należy do innej podziemnej organizacji anty-przybyszowskiej znanej jako „Projekt Baran”.
- Rekha Sharma jako Agentka Sarita Malik – agentka FBI przydzielona do pracy z Ericą. Podobnie jak poprzedni partner Eriki – Dale Maddox, ona także okazuje się być Przybyszką. Zostaje zdemaskowana przez członków Piątej Kolumny. Ci, aby poznać plany Anny torturują ją doprowadzając do jej oskórowania.
- Scott Hylands jako Ojciec Travis – starszy kapłan w tym samym kościele, w którym działa ks. Landry. Przybycie Gości na Ziemię powoduje konflikty pomiędzy kapłanami, ponieważ Travis przejawia skrajnie różne poglądy niż Landry, min. podkreślając liczne zasługi Gości wobec ludzi, czy też gloryfikując poczynania Anny.
- Nicholas Lea jako Joe Evans – były mąż Eriki, który opuścił ją po tym, jak badania krwi wykazały, że ich syn Tyler prawdopodobnie nie mógł być jego. Próbuje wrócić do żony i syna po poznaniu prawdy dotyczącej manipulacji DNA Tylera przez Gości. W 2 sezonie zostaje pojmany jako zakładnik między agentami FBI a członkami Piątej Kolumny. Po nieudanej akcji ratowniczej oraz wybuchu bomby podrzuconej przez Gości, zostaje zastrzelony. Z tego powodu relacje Tylera z Ericą ulegają pogorszeniu, gdyż ten obarczył ją winą za śmierć ojca.

1 sezon
- David Richmond-Peck jako Georgie Sutton – jeden z pierwszych członków wspólnoty anty-przybyszowskiej, który pragnął zemsty na Gościach za spowodowanie śmierci swojej rodziny. Aby ratować Ryana decyduje się umrzeć z rąk Przybyszów, niż zdradzić plany członków Piątej Kolumny.
- Alan Tudyk jako Dale Maddox – pierwszy partner FBI Eriki na początku 1 sezonu. Erica odkrywa, że jest Gościem po tym jak dostrzega jaszczurczą skórę podczas jego zranienia. Zostaje zabity przez Joshuę, będącego członkiem Piątej Kolumny już na statku Przybyszów.
- Lexa Doig jako dr Leah Pearlman

2 sezon
- Jane Badler jako Diana – matka Anny i prawowita królowa. Przez 15 lat była więziona w więzieniu na statku, gdyż jej córka chciała objąć tron. Kiedy wyszła na wolność została zabita przez Annę.
- Bret Harrison jako Sidney „Sid” Miller
- Oded Fehr jako Eli Cohn
- Jay Karnes jako Chris Bolling
- Martin Cummins jako Thomas
- Ona Grauer jako Kerry Eltoff
- Marc Singer jako Lars Tremont

## Lista odcinków
| Odcinek        | Data premiery | Data premiery | Oryginalny tytuł odcinka   | Polskie tłumaczenie        |
| Odcinek        | USA           | Polska        | Oryginalny tytuł odcinka   | Polskie tłumaczenie        |
| Odcinek        | ABC           | TVN           | Oryginalny tytuł odcinka   | Polskie tłumaczenie        |
| -------------- | ------------- | ------------- | -------------------------- | -------------------------- |
|                |               |               |                            |                            |
| SERIA PIERWSZA |               |               |                            |                            |
|                |               |               |                            |                            |
| 1              | 03.11.2009    | 01.03.2011    | Pilot                      | Pilot                      |
| 2              | 10.11.2009    | 08.03.2011    | There Is No Normal Anymore | To nie jest normalne       |
| 3              | 17.11.2009    | 15.03.2011    | A Bright New Day           | Promienny dzień            |
| 4              | 24.11.2009    | 22.03.2011    | It’s Only The Beginning    | To dopiero początek        |
| 5              | 30.03.2010    | 29.03.2011    | Welcome to the War         | Witamy na wojnie           |
| 6              | 06.04.2010    | 05.04.2011    | Pound of Flesh             | Zemsta                     |
| 7              | 13.04.2010    | 12.04.2011    | John May                   | John May                   |
| 8              | 20.04.2010    | 19.04.2011    | We Can’t Win               | Nie możemy wygrać          |
| 9              | 27.04.2010    | 26.04.2011    | Heretic’s Fork             | Tortury                    |
| 10             | 04.05.2010    | 03.05.2011    | Hearts and Minds           | Serca i umysły             |
| 11             | 11.05.2010    | 10.05.2011    | Fruition                   | Realizacja                 |
| 12             | 28.01.2010    | 17.05.2011    | Red Sky                    | Czerwone niebo             |
|                |               |               |                            |                            |
| SERIA DRUGA    |               |               |                            |                            |
|                |               |               |                            |                            |
| 13             | 04.01.2011    | 24.05.2011    | Red Rain                   | Czerwony deszcz            |
| 14             | 11.01.2011    | 31.05.2011    | Serpent’s Tooth            | Ząb węża                   |
| 15             | 18.01.2011    | 07.06.2011    | Laid Bare                  | Obnażony                   |
| 16             | 01.02.2011    | 14.06.2011    | Unholy Alliance            | Potworni obcy              |
| 17             | 08.02.2011    | 21.06.2011    | Concordia                  | Concordia                  |
| 18             | 15.02.2011    | 28.06.2011    | Siege                      | Oblężenie                  |
| 19             | 22.02.2011    | 05.07.2011    | Birth Pangs                | Narodziny głodu            |
| 20             | 01.03.2011    | 12.07.2011    | Uneasy Lies the Head       | Kłamstwa królowej          |
| 21             | 08.03.2011    | 19.07.2011    | Devil in a Blue Dress      | Diabeł w niebieskim stroju |
| 22             | 15.03.2011    | 26.07.2011    | Mother’s Day               | Dzień Matki                |